# アブラハム・レイゼン
アブラハム・レイゼン（Abraham Reisen, Авром Калманович Рейзен, 1876年4月2日　ミンスク県コイダノフ Kojdanov - 1953年4月7日　ニューヨーク）はベラルーシ出身のイディッシュ語作家。
父カルマン（Калман Р., 1848 - 1921）、妹のサラ（Sarra Kalmanovna R., 1885 - 1974 ニューヨーク）も作家で、弟ザルマン（Zalman K.R., 1887 - 1941 不明）は言語学者。
早くから詩作を始めており、15歳の時の処女作はイツホク・ペレツの詞華集に掲載された。
タルムード学生の悲哀を歌った抒情詩『マイ・コマシュマロン?（その意味は何?）』など、ユダヤ教徒の貧困・渇望などを洞察した詩が多いといわれる。
1914年以降はアメリカに定住。諷刺の筆致で、人物の個性を鋭敏に観察した短編を数多く発表した。

## 主な著作、文献案内
- 『シナゴーグを否むユダヤ人』 - ユダヤ系移民のアメリカ化（同化、宗教的生活の放棄、改宗などの問題）を主題としたもの
- 『鉄』 - 青年の淡い恋情を語ったもの